# Кабу-Карвоэйру (мыс)
Кабу-Карвоэйру (порт. Cabo Carvoeiro) — мыс на побережье Атлантического океана, расположенный в центральной части Португалии вдоль самой западной точки полуострова Пениши, округ Лейрия, муниципалитет Пениши, в 80 км к северу от Лиссабона, напротив архипелага Берленгаш. Мыс имеет большую историческую ценность (геологическую и ландшафтную, с большим разнообразием сильно эродированных известняковых скал и карстовых полей) и входит в состав естественного наземного и морского заповедника в окрестностях пещер Фурнинья, места, известного обнаружением доисторических останков, свидетельствующих о присутствии человека в этом районе со времён неолита.

## География
Это самый западный мыс материкового побережья Португалии к северу от мыса Рока. Ближайший крупный город — Пениши, расположенный в 2,4 километра к востоку от Кабу-Карвоэйру. Перед мысом находится несколько скалистых утёсов, в том числе так называемый Nau dos Corvos (Вороний корабль). Дальше на запад в Атлантическом океане лежит небольшой архипелаг Берленгаш.
Климат умеренный. Средняя температура 15°С. Самый жаркий месяц — август с температурой 20 °C, а самый холодный — январь с температурой 9 °C. Среднее количество осадков составляет 742 миллиметра в год. Самый влажный месяц — ноябрь, когда выпадает 122 миллиметра осадков, а самый сухой — август, когда выпадает 3 миллиметра.

## История
Из-за многочисленных штормов и кораблекрушений на мысе был построен маяк высотой 25 метров (82 фута) для облегчения морского судоходства.
Небольшая часовня Носа-Сеньора-душ-Ремедиуш, расположенная недалеко от мыса, является местом популярного паломничества. Её интерьер облицован плиткой XVIII века работы Антониу де Оливейра Бернардеша.